# Aéroport de Medford-Rogue Valley
L'aéroport de Rogue Valley – Medford  (code IATA : MFR • code OACI : KMFR • code FAA : MFR) est un aéroport à usage public situé à cinq kilomètres au nord du centre-ville de Medford, dans le comté de Jackson, en Oregon.  Détenu et exploité par l'Autorité de l'aviation du comté de Jackson, l'aéroport dessert le sud-ouest de l'Oregon. Au départ nommé Medford – Jackson County Airport, il a été renommé Rogue Valley International – Medford Airport après être devenu un aéroport international en 1994 ,.

## Situation
| \| 50 km1:9 159 000 \| Klamath Falls Medford Southwest · Oregon Eugène Portland Redmond Pendleton |
| 50 km1:9 159 000                                                                                  |

## Service aérien actuel et passé

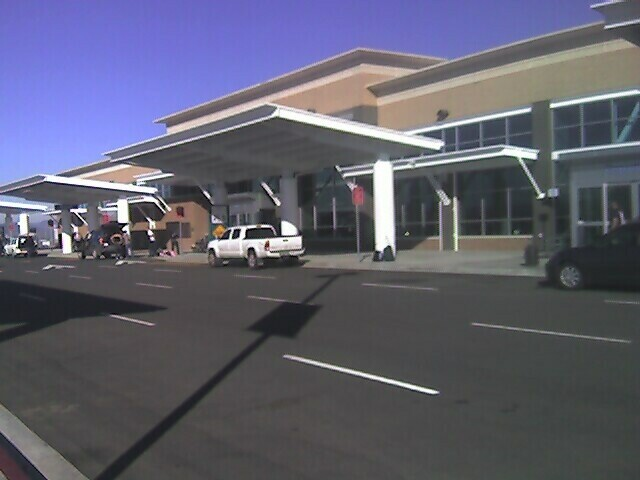
Rogue Valley International — terminal de l'aéroport de Medford, v. 2009

### Passager
| Compagnies       | Destinations                                                                  |
| ---------------- | ----------------------------------------------------------------------------- |
| Alaska Airlines  | Portland, Seattle-Tacoma                                                      |
| Allegiant Air    | Las Vegas-Harry-Reid, Los Angeles En saison : Phoenix-Mesa-Gateway, San Diego |
| American Eagle   | Los Angeles, Phoenix-Sky Harbor                                               |
| Delta Connection | Salt Lake City, Seattle-Tacoma                                                |
| United Airlines  | Denver, San Francisco                                                         |
| United Express   | Denver, Los Angeles, San Francisco                                            |

Édité le 16/05/2020

## Statistiques
Pour des raisons techniques, il est temporairement impossible d'afficher le graphique qui aurait dû être présenté ici.

Voir la requête brute et les sources sur Wikidata.